# Заголосная
Заголосная (укр. Заголосна) — село в Дунаевецком районе Хмельницкой области Украины.
Население по переписи 2001 года составляло 66 человек. Почтовый индекс — 32470. Телефонный код — 3858. Занимает площадь 0,408 км². Код КОАТУУ — 6821885602.

## Местный совет
32470, Хмельницкая обл., Дунаевецкий р-н, с. Малая Побоянка